# باري سميث (لاعب هوكي الجليد كندي)
باري سميث هو لاعب هوكي الجليد كندي، ولد في 25 أبريل 1955 في سوري في كندا، وتوفي في 7 سبتمبر 2013.

## وصلات خارجية
- باري سميث على موقع دوري الهوكي الوطني (الإنجليزية)
- باري سميث على موقع قاعة مشاهير الهوكي (لاعب أن.إتش.أل) (الإنجليزية)
- باري سميث على موقع EliteProspects.com (الإنجليزية)
- باري سميث على موقع HockeyDB.com (الإنجليزية)
- باري سميث على موقع Hockey-Reference.com (الإنجليزية)